# 東儀秀樹
東儀 秀樹（とうぎ ひでき、1959年〈昭和34年〉10月12日 - ）は、日本の作曲家、雅楽師、俳優。
身長177cm。血液型B型。ユニバーサルミュージック所属（2007年に東芝EMIより移籍）。

## 略歴
東京都出身。奈良時代から続く楽家（）の家系に生まれる。商社マンだった父親の仕事の関係で、幼年期をタイ、メキシコで過ごす。成蹊高等学校卒業後に國學院大學の文学部二部神道学科で学ぶかたわら、宮内庁式部職楽部の楽生科で雅楽を学ぶ。1986年から10年間、楽師として活躍する。宮内庁の楽師として活動する一方で、1996年にアルバム『東儀秀樹』でデビューする。雅楽器とピアノやシンセサイザーといった現代楽器をコラボレートしている。同年に宮内庁を退職し、フリーランスでの活動をスタートさせる。
本業は雅楽師であるが、プロのギタリストを目指していた時期もあり、雅楽器だけでなく、ピアノ、キーボード、シンセサイザー、チェロ、ドラム、ギターなどさまざまな楽器の演奏を行える、いわゆるオールラウンダーである。自身のYoutubeチャンネルでは『天国への階段 (レッド・ツェッペリンの曲)』に『ハイウェイ・スター (曲)』といった名曲を雅楽とともにカバーして「西と東、古代と現代の融合」と銘打って雅楽に留まらない、その多才な腕前を披露している。また「生きてきたぼくたちへ」など、自らボーカルを執る楽曲もある。
映画、テレビ番組やCMにも楽曲を提供し、また雅楽師として音楽や歴史、バラエティなどのテレビ番組に出演している。
俳優としても活動しており、2008年放送のNHK大河ドラマ『篤姫』では孝明天皇役で出演した。
2004年、文化庁芸術選奨文部科学大臣新人賞を受賞した。専門として演奏する雅楽器は篳篥（）であるが、龍笛（）、鳳笙なども演奏する。ただし、宮内庁の楽師には管楽器において「他管を侵さず」という厳格な決まりがあり、例えば篳篥を選んだ時点で他管の龍笛および笙を演奏することはない。また最近は、雅楽よりも庶民的な芸能で既に衰退した伎楽の復興にも力を入れていて、コンサートなどでもたびたび上演している。
2004年には自ら上海に出向いて、中国民族楽器の若手演奏家をプロデュースした。TOGI+BAOというユニットを組んで日中両国で活動していたが、2008年夏のコンサートツアーをもってTOGI+BAOの活動は休止した。近年は、同年齢でもあり古くからの盟友でもあるヴァイオリニストの古澤巌と全国ツアーを開催することが多い（古澤とはそれ以前にも年数回コンサートを開いていた）。
2008年に京都嵯峨芸術大学の客員教授に就任した。また、学習院女子大学非常勤講師、上野学園大学、名古屋音楽大学、大正大学、池坊短期大学客員教授、皇學館大学特別招聘教授を務める。

## 人物
元々雅楽の世界に入る前は、海外での生活で耳にした洋楽のロックやポップスやジャズなど影響を受け、学生時代は友達とロックバンドを組み、本人はエレキギターを担当した。高校を卒業したらプロのギタリストでやっていきたいと本気で思っていたが、母の東儀九十九（）から「どうせ音楽の世界に入るのなら、東儀家の血を引くものとして雅楽をやってみてはどうか」と勧められて宮内庁に入庁した。現在でも、自らのライブやYoutubeチャンネルの動画でギタープレイを披露することがある。自宅スタジオには学生時代から集めた数多くのギター・コレクションがある。
また、幼少時代から「乗り物」に非常に強い興味を示し、楽師時代には海外での演奏旅行で乗車した列車の鉄道模型を旅の思い出として購入したり、ビンテージのメルセデス・ベンツのオープンモデルやフェラーリ、ポルシェなど数々のクルマを所有し乗り継いでいる。ビンテージ・クラシックカーにも興味を示し、毎年10月に日本で行われるクラシックカーのラリーイベント「ラフェスタ・ミッレミリア」に毎年自らの車で出場している。本国イタリアで開催されるミッレミリアにも出場経験があり、上位入賞を果たしている。バイク好きでもあり、国内外のバイクをコレクションしている。本人オリジナルのハーレーダビッドソンのカスタムバイクも所有している。
近頃はミニカー・コレクションにも興味を示し、40台以上を所有する。ミニカー・コレクションに関しては、本人の車好きのルーツであることから、テレビ番組や雑誌のインタビューでよく語られることが多い。コレクションの多くは自分が実際に所有した（する）クルマであるが、ミッレミリアでハンドルを握る自らが所有する車に関してはかなりのこだわりを見せ、手に入れたモデルが同じ車種でも色が違って同じ色がなかった場合は、プロモデラーに委託して実車と同じカラーリングにしてもらったり、さらにモデル化されていない物に関してはワンオフ（一品モノ）で作ってもらったりするなど、本人はインタビューなどで「それほどでも…」と言うが、かなりの凝りようである。
腕時計のコレクションも数多く所有している。Gショックなど手頃なものから、スイス製の高級腕時計まで、そのコレクションは幅広い。変わり物としては、ロボットの腕時計といったものも所有している。
子供の頃から大のコカ・コーラ好きで、身体の調子が悪い時は薬代わりにコカ・コーラを飲むほどである。
学生時代の部活は音楽から離れた写真部だった。

## 家系
母が東儀家出身である。東儀家の先祖は渡来人であり、聖徳太子の腹心であった秦河勝とされるが、正確なことは不明である。長男である典親も雅楽師として活動している。

## 受賞
- 2000年、都民文化栄誉章
- 1999年、2000年、日本レコード大賞（企画賞)「葉っぱのフレディー」「TOGISM2」
- 2000年、2002年、日本ゴールドディスク大賞「雅楽」「TOGISM2002〜I am with you」
- 2002年、ベスト・ドレッサー賞 日本伝統文化部門(第31回)
- 2002年、読売演劇大賞 優秀スタッフ賞「オイディプス王」
- 2005年、芸術選奨文部科学大臣新人賞(第55回)
- 2015年、日本ゴールドディスク大賞純邦楽・アルバム・オブ・ザ・イヤー（第30回）「日本の歌」
- 2024年、文化庁長官特別表彰[3]

## 著書
- 『雅楽：僕の好奇心』集英社新書（2000年）
- 『東儀秀樹写真集』集英社（2000年）　撮影・稲越功一（自ら舞台化粧並みの白塗りの厚化粧で登場）
- 『東儀秀樹のもう一つの旅：南仏の光と風』文藝春秋（2002年）　撮影・安達征哉
- 『東儀秀樹の永遠のオモチャ箱』PHP研究所（2003年）
- 『すべてを否定しない生き方』KKロングセラーズ（2007年）
- 『東儀家の子育て』講談社、2015

### 共著
- 『光り降る音』講談社（2002年）著・かんのゆうこ ※ 東儀はイラストを担当
- 『天つ風の音』講談社（2003年）著・かんのゆうこ ※ 『光り降る音』の続編。※ 東儀はイラストを担当
- 『星月夜の音』講談社（2004年）著・かんのゆうこ ※ 上記、かんのゆうこ作品3部作の完結編。※ 東儀はイラストを担当

## ディスコグラフィ

### アルバム
- 東儀秀樹（1996年、East World）
- MODE OF RISING SUN（1996年、東芝EMI）
- 幻奏譜（1997年、East World）
- TOGISM（トーギズム）（1998年、East World）
- from ASIA（フロム・エイジア）（1999年、East World）
- 雅楽　天・地・空〜千年の悠雅（2000年、East World）
- TOGISM 2（2000年、East World）
- TOGISM 2001（2001年、East World）
- NHKスペシャル「宇宙〜未知への大紀行」 オリジナル・サウンドトラック（2001年、East World）
- I am with you（2002年、East World）
- PICTURES（2003年、East World）
- 風と光の軌跡 〜BEST OF TOGISM〜（2004年、East World）
- 春色彩華（TOGI+BAO）（2005年、East World）
- SUPER ASIA（TOGI+BAO）（2006年、East world）
- OUT OF BORDER（2007年、UCJ Japan）
- Every little life 〜生きとし 生けるものへ〜（2008年、UCJ Japan）
- 地球よ、（2009年、UCJ Japan）
- Smile（2010年、UCJ Japan）
- 子供たちに優しい未来を（2011年、UCJ Japan）
- TOGI（2012年、UCJ Japan）
- hichiriki ballad（2013年、UCJ Japan）
- TFC55（2014年、UCJ Japan）
- hichiriki romance 〜好きにならずにいられない（2014年、UCJ Japan）
- 日本の歌（2015年、UCJ Japan）
- 花の色は･･･ 〜百人一首に詠われた、日本の四季、日本の心〜（2016年、UCJ Japan）
- 世界の歌（2016年、UCJ Japan）
- Hichiriki Christmas（2016年、UCJ Japan）
- Hichiriki Café（2017年、UCJ Japan）
- ヒチリキ・シネマ（2018年、UCJ Japan）
- ヒチリキ・ラプソディ（2019年、UCJ Japan）
- NEO TOGISM（2023年、UCJ Japan）

### CDシングル
- 蒼き海の道
- There must be an angel
- 海の向こうのさがしもの〜かまいたちの夜 2
- 光り降る音

### 配信限定シングル
- 風のうた（2013年）
- Peaceful Morning（2013年）
- 『ミッション：インポッシブル』〜メイン・テーマ（2018年）
- Message Of Love（2024年）
- Happy Birthday / JAH Bless You（2024年）

### 代表曲
- New ASIA（ニュー・エイジア）：NHK『新アジア発見』テーマ曲
- 光り降る音：絵本『光り降る音』イメージソング
- 星空につつまれて：NHKスペシャル『宇宙 未知への大紀行』テーマ曲
- 蒼き海の道：TBS『唐招提寺2010プロジェクト』テーマ曲
- There must be an angel（ユーリズミックスのカバー）：リプトン「リプトン・ザ・ティー」CM曲

### 未発表曲
- 今在ることへのセレナーデ：フジテレビ『稲垣吾郎の音楽狂時代』オリジナル曲（作曲:東儀秀樹 編曲:大島ミチル 演奏:東儀秀樹&新日本フィルハーモニー交響楽団）

### 音楽担当
- 映画『青の炎』
- 舞台『オイディプス王』（舞の振付も担当、踊り手として出演。読売演劇大賞優秀スタッフ賞受賞）
- PlayStation用ソフト『YAMAGATA Digital Museum』（画：ヒロ・ヤマガタ）
- PlayStation 2用ソフト『かまいたちの夜2 監獄島のわらべ唄』（新規音楽分の一部を担当）
- NHKテレビドラマ『喪服のランデヴー』挿入曲

### カバー
- - ○=YouTube・テレビ放送共通でカバー
  - ☆=テレビ放送でカバー
  - ●=YouTubeでカバー
- アルフィー 『バート・バカラック』●
- 浜辺の歌 『叙情歌』●
- 君が代 『日本国歌』●
- 仰げば尊し●
- All My Loving 『ザ・ビートルズ』●
- Your Song 『エルトンジョン』●
- さくら 『坂本冬美他 坂本冬美は夜桜お七で歌唱』●
- うちで踊ろう 『星野源』●
- Ave Maria●
- Crocodile Rock 『エルトン・ジョン』●
- 海 『叙情歌』●
- おぼろ月夜 『叙情歌』●
- Looking For Another『青の炎』●
- ミッションインポッシブル●
- キセキ『GReeeeN』○
- ノルウェーの森●
- ボーントゥラブユー 『ボヘミアンラプソディ QUEEN』○
- なんでもないや 『RADWIMPS 映画 君の名は。エンディングテーマ曲』●
- ハナミズキ『一青窈』●
- 恋するフォーチュンクッキー 『AKB48』●
- Pretender 『ライブで披露 Official髭男dism』
- 天国への階段『レッド・ツェッペリン』○

## 出演

### ドキュメンタリー
- いのちの響（1999年、TBSテレビ）
- わたしが子どもだったころ（2009年、NHK）
- BSジャパン10周年記念番組 遥かなる運慶の極彩空間（2011年3月19日、BSジャパン） - ナビゲーター

### 語学番組
- 旅するイタリア語「東儀秀樹の大人のこだわり旅 ローマと美食の宝庫エミリア地方を行く」（2016年10月 - 2017年3月、NHK Eテレ）

### バラエティー
- 千鳥のクセがスゴいネタGP（2021年6月10日 - 、フジテレビ） - 不定期（2022年2月10日時点で6回出演）
- ぽかぽか（2025年1月6日、フジテレビ） - 息子・典親と共にゲスト出演
- 高見沢俊彦の美味しい音楽 美しいメシ（2025年4月25日、BS朝日） - 息子・典親と共にゲスト出演[4]

### ドラマ
- ルージュ（2001年、NHK） - 秋葉友之 役
- 大河ドラマ・篤姫（2008年、NHK） - 孝明天皇 役
- MR.BRAIN（2009年、TBSテレビ） - 八木仁 役
- 浅見光彦〜最終章〜 第8話「蘇る赤い靴の伝説…横浜篇」（2009年、TBSテレビ） - 紳士 役
- よる★ドラ・ビターシュガー（2011年、NHK） - 内藤真治 役
- ウルトラマンブレーザー 第9話「オトノホシ」（2023年9月9日、テレビ東京） - ツクシホウイチ 役

### 情報番組
- ワイドナショー（2022年2月27日・5月29日・11月6日、フジテレビ）

### 映画
- Heavenz / DJキッド（1998年） - 主演・DJリョウスケ 役
- infinity ∞ 波の上の甲虫（2001年） - 主演・高橋巖 役
- 源氏物語 千年の謎（2011年、東宝） - 一条天皇 役
- 妖怪大戦争 ガーディアンズ（2021年、東宝 / KADOKAWA） - 東儀秀樹 役

### CM
- リプトン「リプトン・ザ・ティー」（2001年） - 川井郁子と共演
- ロッテ「グリーンガム」（2007年）
- マクドナルド「プレミアムローストコーヒー」「プレミアムローストアイスコーヒー」（2008年） - 伊東たけしと共演
- マクドナルド「マックベーカリー」（2008年）
- 黄桜「純米 辛口一献」（2008年）
- 大和証券「大和証券グループ篇」（2010年）